# Organismo de Investigación Judicial
El Organismo de Investigación Judicial (OIJ) es una dependencia de la Corte Suprema de Justicia de Costa Rica creada en 1973 como un órgano auxiliar de los tribunales penales del Ministerio Público en el descubrimiento y verificación científica de los delitos y sus presuntos responsables
Su Ley Orgánica dispone que actuará por iniciativa propia, por denuncia o por orden de autoridad competente en la investigación de los delitos de acción pública, en la identificación y aprehensión preventiva de los presuntos culpables. También pretende reunir, asegurar y ordenar científicamente las pruebas y demás antecedentes necesarios para la investigación. 
Asimismo, el OIJ actuará en los delitos de acción privada, por orden de autoridad competente después de recibida la denuncia o acusación de la parte afectada.

## Estructura del Organismo de Investigación Judicial

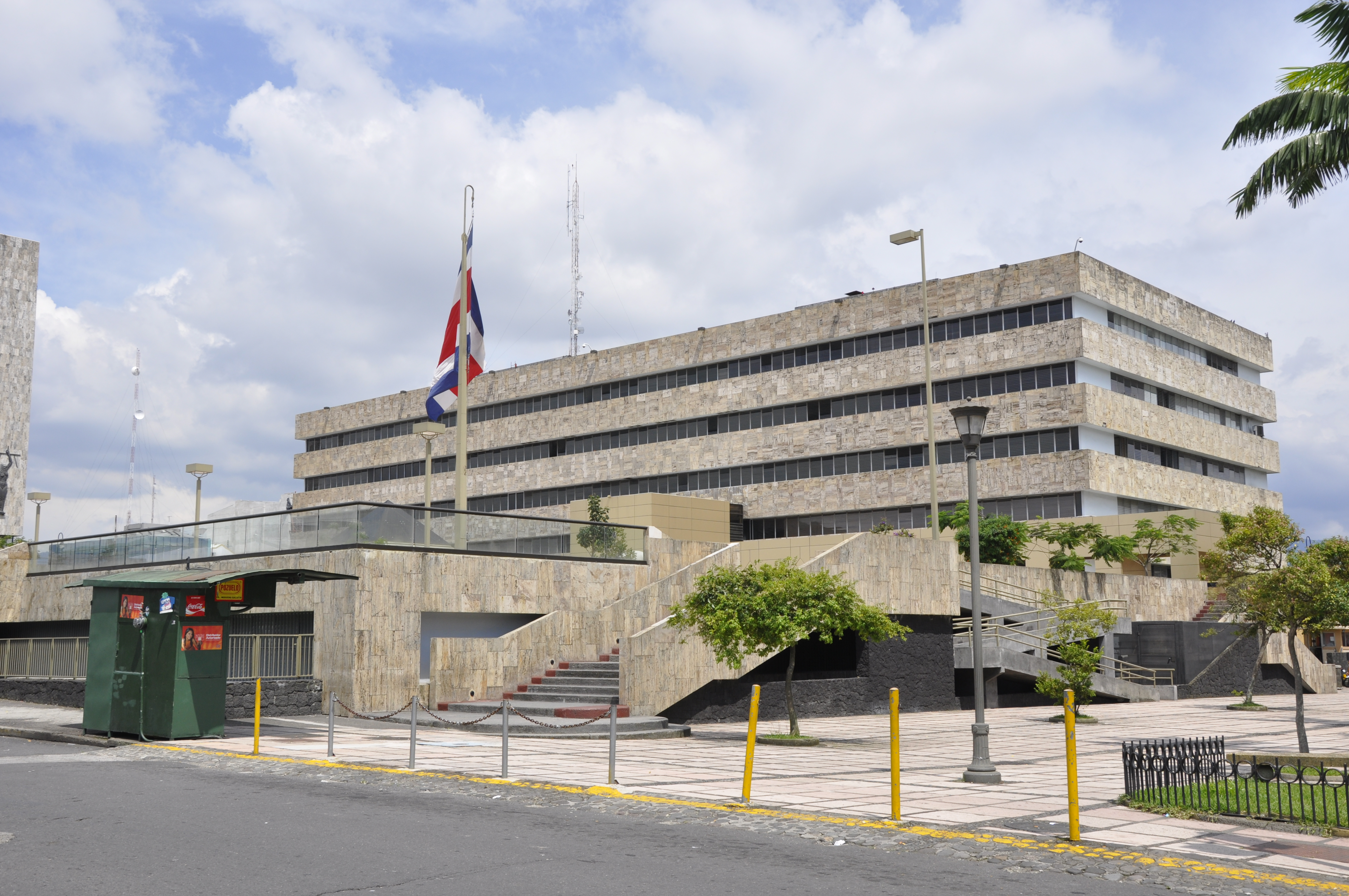
Edificio del OIJ, visto desde el boulevard, en el Primer Circuito Judicial, San José, Costa Rica

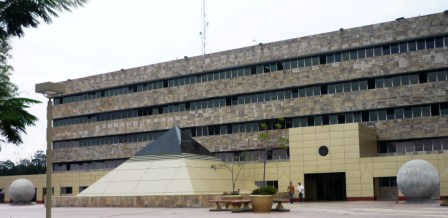
Dos esferas y una pirámide representando la balanza de la justicia. Atrás el edificio del Organismo de Investigación Judicial visto desde la Plaza de la Justicia

### Dirección General
Es la encargada de informar y coordinar todas las actividades generales del OIJ.

### Secretaría General
Coordina todo lo referente al sistema presupuestario, de transporte y radiocomunicaciones; asigna la distribución de investigadores en las diferentes secciones.

### Departamento de Investigaciones Criminales
Se encarga de buscar y recolectar el conjunto de pruebas necesarias así como de realizar las averiguaciones pertinentes en el correcto esclarecimiento de cada caso. 
Lo integran:
- Delitos Informáticos
- Fraudes
- Delitos Económicos y Financieros
- Capturas
- Estupefacientes
- Homicidios
- Contra la Propiedad
- Sección de Robos y Hurtos
- Sección de Asaltos
- Sección  de Robo de Vehículos
- Sección Penal Juvenil
- Sección Especializada de Tránsito
- Sección de Delitos Varios y Secuestros
- Sección de Inspecciones Oculares y Recolección de Indicios
- Delitos Sexuales
- Familia y Contra la Vida
- Recepción de Denuncias
- Cárceles y Transportes
- Planes y Operaciones
- Supervisores
- Investigación de Antecedentes
- Armería
- Museo Criminológico

Se encuentra ubicado en el edificio del OIJ en el Primer Circuito Judicial de San José.

### Departamento de Medicina Legal
Su función esencial es realizar las autopsias, reconocimientos y demás exámenes respectivos en los casos que así lo requieran. Evacuan las consultas médico forenses solicitadas al Organismo.
Lo integran diferentes secciones:
- Clínica Médico Forense
- Patología Forense
- Psiquiatría y Psicología Forense
- Medicina del Trabajo
- Depósito de Objetivos
- Museo Criminal
- Unidad Canina

Cuenta además con la Cátedra de Medicina de la Universidad de Costa Rica como espacio docente. Así como el Consejo Médico Forense que opina y dictamina sobre aspectos médico legales ocurridos en procesos judiciales, cuando lo solicitan los tribunales.
El Departamento de Medicina Legal se encuentra en el Complejo Forense, San Joaquín de Flores, Heredia.

### Laboratorio Ciencias Forenses
Analiza técnicamente cada uno de los indicios recolectados durante las investigaciones.
Lo forman las siguientes secciones:
- Análisis de Escritura y Documentos Dudosos
- Biología Forense
- Bioquímica
- Imagen y Sonido Forense
- Pericias Físicas
- Química Analítica
- Toxicología
- Sección de Ingeniería Forense

Se encuentra en el Complejo Forense, San Joaquín de Flores, Heredia.